# 2020年IAI西风商务机坠毁事故
2020年3月29日，一架由菲律宾狮子航空（下称狮航）运营的IAI 1124A西风II商务机自菲律宾马尼拉尼诺伊·阿基诺国际机场起飞时坠毁，机上8人全部死亡。这是IAI西风II商务机发生的最严重事故。

## 背景

### 航机相关
本次事故坠毁的航机于1981年出厂，2009年由狮航购入。本机在事发时为菲律宾卫生部执飞送还加拿大籍寨卡热患者的任务。

### 人员组成
事故中的加拿大籍人员在菲律宾遭受蚊蝇叮咬感染寨卡热，因新冠肺炎疫情的影响无法在该国住院治疗，故由西风II商务机经东京国际机场送回加拿大。该名患者由一名美国公民陪同，患者是否罹患新冠肺炎尚不清楚。机上其余六人均为菲律宾籍，其中有两名机组人员和四名医疗人员。

## 事故过程
当地时间（菲律宾标准时间）约20时，该商务机自尼诺伊·阿基诺起飞之际坠落，机身陷入火海。机上8人全部死亡。据澳大利亚广播公司报道，商务机所在的跑道末端附近燃起大火，并升起黑烟。

## 事后调查
事故发生后，尼諾伊·艾奎諾國際機場临时关闭了跑道以调查事故。菲律宾民航局副局长唐纳德·门都萨在新闻发布会上称当局正考虑中止狮航的运营。本次事故是继2019年9月后，狮航发生的第二次空难。
根据机场工作人员的证言，事故班机起飞前滑行了比正常长度更远的距离。菲律宾民航局表示该班机在滑行期间发生了原因不明的火灾。

## 注解和参考资料

### 注解
1. ↑  并非印尼的廉价航空公司狮子航空。